# Geelranddoosschildpad
De geelranddoosschildpad (Cuora flavomarginata) is een schildpad uit de familie Geoemydidae.

## Uiterlijke kenmerken
Het rugschild is bol en opvallend hoog, kenmerken zijn de dunne gele kiel op het midden van het schild en de gele onderzijden van het schild. Hieraan is de Nederlandstalige naam geelranddoosschildpad te danken. De groeiringen op de hoornplaten van het schild zijn duidelijk te zien, de maximale schildlengte is ongeveer 20 centimeter. De kop is grijsgroen van kleur en heeft twee gele strepen van de oogomgeving tot in de nek. Op de relatief korte staart zijn bij de basis vele stompe uitsteekseltjes aanwezig, mannetjes zijn van vrouwtjes te onderscheiden door de dikkere staartbasis. Het plastron is bij vrouwtjes wat omhoog gekromd, dit in tegenstelling tot de mannetjes.

## Levenswijze
Hun voedsel bestaat voornamelijk uit kreeftjes, visjes, wormen en vruchten.

## Verspreiding en habitat
De geelranddoosschildpad leeft in delen van Azië en komt voor in de landen China, de Riukiu-eilanden en Taiwan. Het is een bewoner van vijvers, natte rijstvelden en moerassige gebieden, ook is de schildpad waargenomen in een bergbeek met een sterk begroeide oever. Deze soort zont graag en duikt bij verstoring in het water.

## Voortplanting
Het legsel bestaat meermalen per jaar uit een ei (soms 2), dat wordt gelegd in een nestje in aarde of zand.
Als de jonge dieren uit het ei kruipen zijn ze al relatief groot en hebben een schildlengte van ongeveer 3 tot 4,5 centimeter. De jonge schildpadden hebben een ster afgeplat, bladachtig lichaam en ze hebben bonte kleuren. Het rugschild is geelbruin met een zwart gekleurde kiel op het midden van het schild en de kop heeft een gele kleur. De jongen staan bekend als schuw en erg actief.

## Naamgeving en taxonomie
De geelranddoosschildpad werd oorspronkelijk wetenschappelijk beschreven door John Edward Gray in 1863. Oorspronkelijk werd de wetenschappelijke naam Cistoclemmys flavomarginata gebruikt. Ook later werd de soort door verschillende biologen in het geslacht Cistoclemmys geplaatst, maar dit wordt niet algemeen erkend. De wetenschappelijke soortnaam flavomarginata betekent 'gele' (flavus) rand (marginatus) en slaat op de gele kleur van de schildrand.

### Ondersoorten
Er worden twee ondersoorten onderscheiden die een sterke geografische variatie kennen. De nominale ondersoort C. f. flavomarginata komt voor in Taiwan en de tweede ondersoort C. f. evelynae komt voor op de Riukiu-eilanden.
Vroeger was er een derde ondersoort, Cuora flavomarginata sinensis, maar deze wordt niet langer erkend.